# Kontinuitetsplanering
Kontinuitetsplanering, business continuity planning, BCP, är ett begrepp som ursprungligen lanserades inom näringslivet och som avsåg hur ett företag skulle leverera produkter eller tjänster även om produktionen stördes. Över tiden har detta begrepps innebörd ändrats och kontinuitetsplanering är idag en angelägenhet för alla typer av verksamhet som levererar något, vare sig det sker inom offentlig eller privat sektor. För ett företag i den privata sektorn är kontinuitetsplaneringen att se som ett konkurrensmedel och omfattas vanligen därför av sekretess.

## Standardisering
Det finns ännu ingen ISO-standard inom kontinuitetsplanering, men den internationella kommittén TC 223 Societal security som arbetar med standarder för samhällssäkerhet, driver ett arbete kring preparedness and continuity management, det vill säga beredskap och kontinuitetsplanering. Syftet är att skapa en standard som omfattar kontinuitetsplanering ur ett samhällsperspektiv.